# Flugplatz Oberpfaffenhofen

i7
i11
i13
Der Flugplatz Oberpfaffenhofen (IATA-Code: OBF, ICAO-Code: EDMO) ist ein Sonderflughafen auf dem Gebiet der Gemeinden Gauting, Gilching und Weßling bei Oberpfaffenhofen im Landkreis Starnberg westsüdwestlich von München. Er wurde 1936 als Werksflughafen der Dornier-Werke errichtet.

## Geschichte

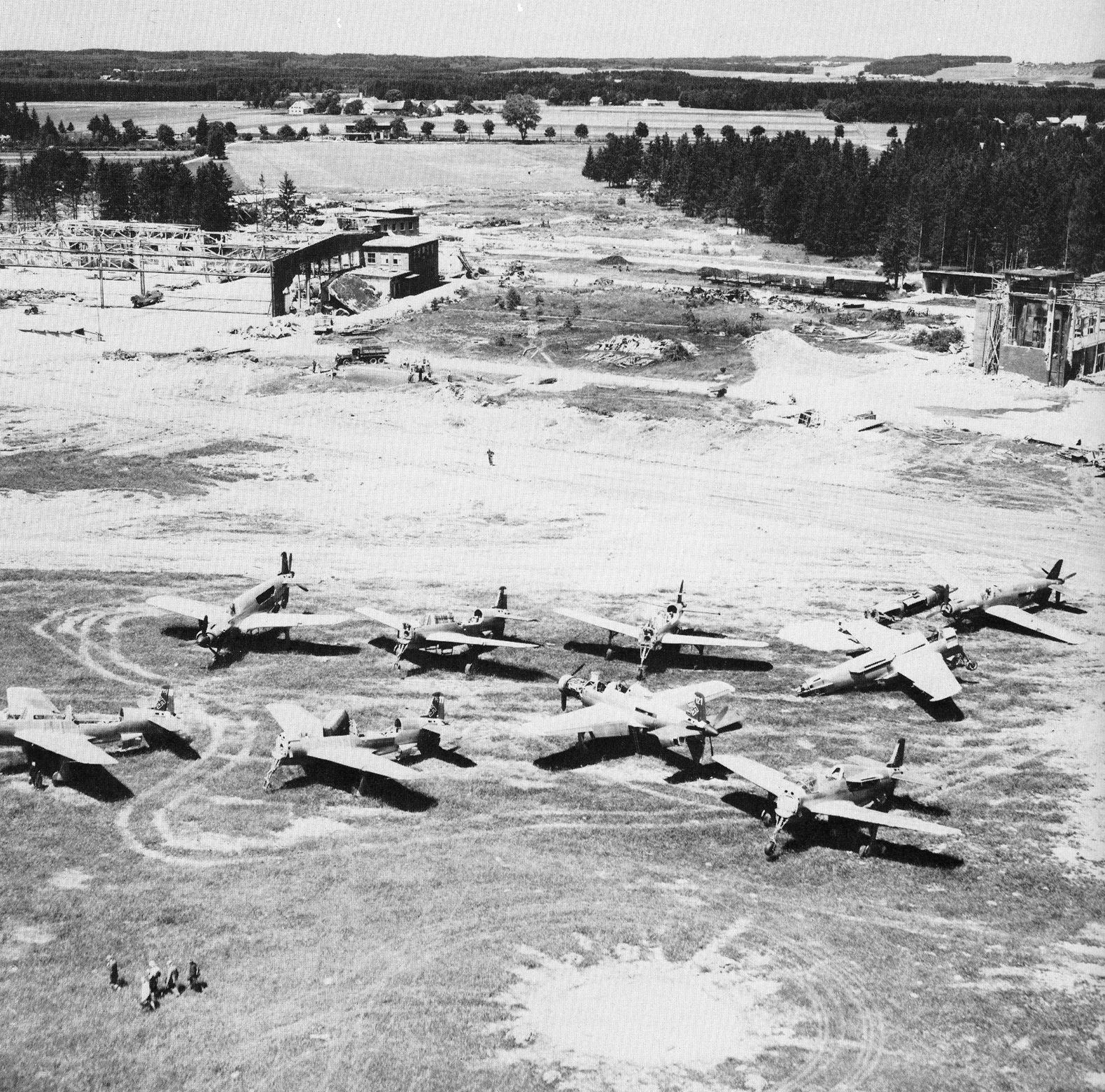
Flugplatz Oberpfaffenhofen, 1945

Im Jahr 1936 errichteten die Dornier-Werke den Flughafen als Werksflughafen zum Einfliegen ihrer Flugzeuge. Von Januar bis April 1941 lagen hier die 4. und 6. Staffel des Kampfgeschwaders 2, um von der Do 17 auf die neue Do 217 umzuschulen. Im Februar 1944 kam die II. Gruppe des Zerstörergeschwaders 26 mit der Messerschmitt Me 410 für zwei Monate auf den Platz. Im April 1945 belegten Teile der I. Gruppe des Kampfgeschwaders 200 den Flugplatz bis Kriegsende. Aufgrund seiner Bedeutung als Werkflugplatz bombardierte ihn die 8. US-Luftflotte am 18. März 1944 erstmals mit schweren Bombern vom Typ B-17 Fortress. An diesem Tag wurden neben Oberpfaffenhofen auch die Flughäfen Friedrichshafen, München, Landsberg, Lechfeld und Memmingen von insgesamt über 700 US-Bombern angegriffen.
Weitere Luftangriffe folgten regelmäßig, so am 5. April 1944, als US-amerikanische P-51 Mustang insgesamt 21 Do 217 zerstörten. Am 13. Juni 1944 flog die 15. US-Luftflotte den schwersten Angriff, als 159 B-17 und 36 B-24 ihre Bomben abwarfen.
Am 5. Mai 1945 nahm die United States Army Air Forces (USAAF) den Flugplatz als Advanced Landing Ground ALG R-81 in Betrieb und nutzte ihn als Nachschubflugplatz, dann vor allem als Depot für nicht mehr benötigte sowie erbeutete Flugzeuge. Zahlreiche Maschinen wurden dort verschrottet.
In den 1950er Jahren wurde der Flughafen wieder an die Bundesrepublik übergeben und außer von Dornier von der Bundeswehr benutzt. Dornier entwickelte hier u. a. Flugzeuge wie die senkrechtstartende Do 31. Nach dem Zusammenbruch von Fairchild Dornier (Nachfolger von Dornier) im Jahre 2002 übernahm die EDMO-Flugbetrieb GmbH gemeinsam mit Airbus den Betrieb des Flughafens.
Durch seine Klassifizierung als Sonderflughafen besteht keine Betriebspflicht, vor einer Landung ist im Rahmen eines PPR-Verfahren also eine Genehmigung des Flugplatzhalters notwendig. Im Falle Oberpfaffenhofens ist darüber hinaus der Nutzerkreis auf die Nachfolgefirmen (und deren Kunden) von Fairchild Dornier, insbesondere die General Atomics AeroTec Systems GmbH sowie das Deutsche Zentrum für Luft- und Raumfahrt (DLR) und die Flugsportgruppe, beschränkt. Mit der Genehmigung des Antrags der Flughafenbetreiberin EDMO-Flugbetrieb GmbH durch das Luftamt Südbayern vom 23. Juli 2008 wurde dieser Kreis um die Benutzer aus dem Bereich des so genannten „qualifizierten“ Geschäftsreiseflugverkehrs, insbesondere des Taxiluftverkehrs, erweitert. Der Flughafen ist Mitglied in der Arbeitsgemeinschaft Deutscher Verkehrsflughäfen (ADV).
2017 ging das Eigentum am Flugplatzgelände an
die BEWO Oberpfaffenhofen GmbH, Sitz in Trier, einem Joint Venture der Immobilienunternehmen TRIWO AG und BEOS AG über.
Der Flugplatz wird weiterhin von der EDMO-Flugbetrieb GmbH betrieben, die seit 2017 eine Tochtergesellschaft der Triwo AG ist und ihren Sitz nach Trier verlegt hat.

## Lage
Der Flughafen liegt etwa 22 Kilometer westlich von München hauptsächlich auf dem Gebiet der Gemeinde Weßling, zum Teil aber auch auf dem der Gemeinden Gilching und Gauting.

## Unternehmen und Institutionen

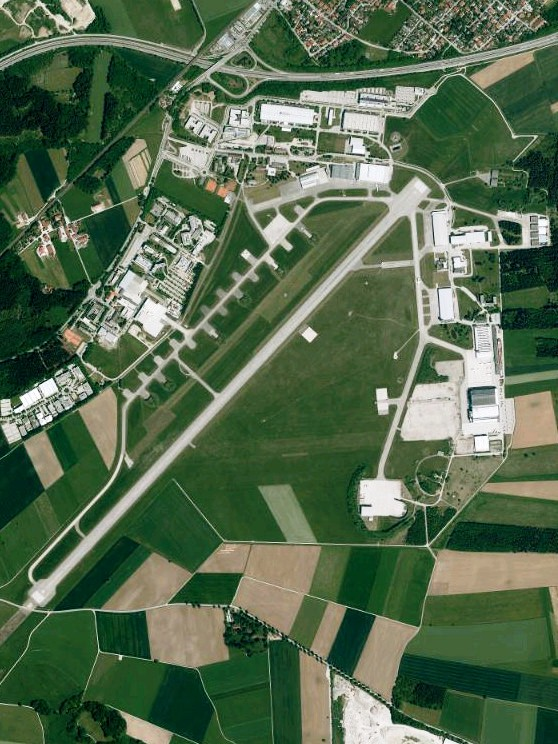
Orthofoto des Flugplatzes

Die Liegenschaften der ehemaligen Dornier-Werke werden unter dem Namen Air Tech Campus Oberpfaffenhofen
von der BEWO Oberpfaffenhofen GmbH vermarktet.
Die Gebäude und Hallen, die teilweise noch aus dem Jahr 1936 stammen, teilweise aber auch erst nach 2017 errichtet wurden, sind
an über 30 Unternehmen, vorwiegend aus der Luft- und Raumfahrtbranche, vermietet.
Die Muhr und Bender KG (Mubea Group) fertigt hier Airbus-Komponenten. Die General Atomics AeroTec Systems GmbH wartet und lackiert Regional- und Business-Jets sowie Hubschrauber. Sie produziert zudem das zivile Flugzeug
Do228. Die Deutsche Aircraft GmbH wartet die Do328, führt aber auch Umbauten und Modernisierungen der Maschinen durch. Die Lilium GmbH, seit 2024 insolvent, entwickelte im Campus den elektrisch betriebenen Lilium Jet. Auch Unternehmen anderer Branchen haben hier ihren Sitz oder eine Niederlassung.
In direkter Nachbarschaft zum Areal des Sonderflughafens, im Gewerbepark West der Gemeinde Gilching, hat 2007 die Webasto AG (ein Zulieferer der Automobilindustrie) ihr Entwicklungszentrum errichtet.
Die Diehl Aviation Gilching GmbH, vormals AOA Apperatebau Gauting, ist dort ebenfalls angesiedelt. Im Gewerbepark West befindet sich auch ein Hotel.
Mit eigenem Rollweg zum Flugplatz betreibt das Deutsche Zentrum für Luft- und Raumfahrt (DLR) in Oberpfaffenhofen eine Flotte von Forschungsflugzeugen, wie z. B.
HALO.
Auf dem Gelände des DLR neben dem Flugplatz befindet sich außerdem das Deutsche Raumfahrtkontrollzentrum, das Deutsche Fernerkundungsdatenzentrum, sowie mehrere bedeutende Forschungsinstitute, wie z. B. der Atmosphären-Forschung und der Robotik. Am 8. September 2008 wurde das Bodenkontrollzentrum des europäischen Satellitennavigationssystems Galileo offiziell eingeweiht. Am Standort haben auch die beiden Cluster „Luft- und Raumfahrt“ sowie „Satellitennavigation“ ihren Sitz, ebenso wie das „Anwendungszentrum für Satellitennavigation“.
Darüber hinaus nutzt auch der FC Bayern München den Flughafen regelmäßig. Neuzugänge reisen meistens über Oberpfaffenhofen an.
Nicht zuletzt nutzt auch die Bundeswehr den Flughafen nach wie vor sporadisch, insbesondere im Rahmen des Sprungtrainings der nahegelegenen Luftlande-/Lufttransportschule, deren eigenes Flugfeld in Altenstadt für größere Maschinen wie der A400M Atlas nicht geeignet ist.

## Verkehrsanbindung
Die Verkehrsanbindung ist per Auto durch den Autobahnanschluss an die A 96 – Ausfahrt Oberpfaffenhofen – gegeben. Mit dem öffentlichen Nahverkehr kann man bei den S-Bahn-Stationen (S8) Weßling oder Neugilching der S-Bahn München aussteigen und mit dem Bus 947 zum Flughafen fahren. Seit 1. Juli 2019 fährt der Expressbus X910 (Klinikum Großhadern-Weßling) mit Anbindung nach Gauting Bf. und dem Gewerbegebiet GWG Gilching/Weßling, direkt über das Rollfeld des Flughafens (eine Besonderheit in Europa), wobei sich der Busfahrer an beiden Zufahrtstoren jeweils bei der Flugleitung per Sprechstellen an den Toren anmelden muss. Zudem sind auf dem Rollfeld spezielle Ampeln aufgestellt, die dem Busfahrer signalisieren, wenn ein Flugzeug unterwegs ist, und dass das Flugzeug Vorrang hat. Zwischen 1936 und 1972 war an der Bahnstrecke Pasing–Herrsching der Haltepunkt Weichselbaum für den Verkehr zum Flugplatz vorhanden. Der in den 1930er Jahren eingerichtete eigene Gleisanschluss des Geländes an die Bahnstrecke Pasing–Herrsching ist seit dem Jahr 2006 unterbrochen.

## Diskussion um die Erweiterung des Flugbetriebs seit 2004

### Ursprüngliche Pläne
Die Flughafenbetreiberin, die EDMO-Flugbetrieb GmbH, plante den bisher nur als Werks- und Forschungsflughafen genutzten Sonderflughafen mit einem weiteren Segment, dem Geschäftsreiseflugverkehr, zu erweitern. Dazu sind massive Umbaumaßnahmen an der Infrastruktur erforderlich. Dazu gehören die Erneuerung und Erweiterung von Stellplätzen, Tower und großflächigen Hallenbauten. Über diese Umbaumaßnahmen wurde bereits am 13. April 2004 ein Planfeststellungsbeschluss herbeigeführt. Am 10. August 2006 hatte die EDMO-Flugbetrieb GmbH beim Luftamt Südbayern die Änderung der zuletzt am 2. Dezember 2002 geänderten Betriebsgenehmigung beantragt. Der Kernpunkt war dabei die Erweiterung des bisherigen, durch die Definition als Sonderflughafen stark eingeschränkten Nutzerkreises, um den so genannten qualifizierten Geschäftsreiseflugverkehr (als Teilsegment der Allgemeinen Luftfahrt) mit Flugzeugen mit einem Startgewicht von mindestens zwei Tonnen bis maximal 50 Tonnen. Dieser findet laut Antrag auch an den Wochenenden statt, weswegen die Betreiberin außerdem eine Erweiterung der Betriebszeiten beantragte, und zwar für die Samstage von bisher 8 bis 14 Uhr auf 8 bis 21 Uhr, sowie zusätzlich für Sonn- und Feiertage von 9 bis 21 Uhr (bisher nur Sportflugbetrieb). Darüber hinaus sollte für alle Tage eine Verspätungsregelung gelten, nach der Flugzeuge auch bis 22 Uhr starten und landen dürfen. Neben dem Geschäftsreiseflugverkehr wurde außerdem auch der Hubschrauberflugbetrieb bis fünf Tonnen beantragt. Der Geschäftsflugverkehr ist ein stark wachsendes Segment der Allgemeinen Luftfahrt. Seine zumindest teilweise Verlegung vom Hauptflughafen Münchens, dem Flughafen München II, soll dortige Kapazitätsengpässe beseitigen helfen. Der Fluglinien- und touristische Charterluftverkehr hingegen soll, ebenso wie der Nacht- und Frachtflugbetrieb, am Sonderflughafen Oberpfaffenhofen weiterhin ausgeschlossen bleiben.

### Reaktionen und Planänderung
Das Vorhaben rief den erbitterten Widerstand der Bürger der umliegenden Gemeinden hervor, hauptsächlich wegen der massiven Ausweitung der Betriebszeiten auch auf Sonn- und Feiertage, sowie (im Extremfall) bis 22 Uhr nachts (s. o.). Zahlreiche Bürgerinitiativen bildeten sich. Auch der Starnberger Kreistag sprach sich gegen eine Betriebserweiterung in diesem Umfang aus, nicht zuletzt auch darum, weil das so genannte Fünfseenland, an dessen nördlichem Rand sich der Flughafen befindet, ein Naherholungsgebiet darstellt. Der Tages-, Wochenend- und Urlaubstourismus ist ein wichtiger Wirtschaftszweig. Es wird befürchtet, dass dieser durch den sonn- und feiertäglichen Fluglärm beeinträchtigt werden wird.
Im September 2007 stellte die EDMO GmbH aufgrund des Protestes der Anliegergemeinden eine Änderung der An- und Abflugrouten in Aussicht, um „lärmoptimierten“ Flugbetrieb zu gewährleisten. Das Luftfahrt-Bundesamt (LBA) gab diesem Ansinnen jedoch nicht statt, weil die gesetzlich vorgeschriebene Anhörung der Öffentlichkeit nicht durchgeführt worden war.
Am 30. November 2007 nahm die Betreiberin, die EDMO-Flugbetrieb GmbH, diesen Antrag teilweise wieder zurück. Anstatt des bisher beantragten maximalen Startgewichts von 50 Tonnen wollte sie nur noch eines von 25 Tonnen erreichen. Außerdem sollten Hubschrauberflüge für Geschäftsreisen an Sonn- und Feiertagen entfallen. Für den Geschäftsreiseflugverkehr bedeutet dies jedoch keine nennenswerte Beschränkung, da der Großteil der Jets ohnehin nur ein Maximalgewicht von unter 25 Tonnen besitzt und Geschäftsreisen mit Hubschraubern kaum zu erwarten sind. Dazu kommt, dass die EDMO GmbH zehn gängige Flugzeugmuster im Bereich von 25 bis 50 Tonnen von dieser Begrenzung ausdrücklich ausgenommen haben wollte. Somit dürften nahezu alle gängigen Business-Jets trotz der offiziellen Beschränkung auf 25 Tonnen Maximalgewicht dennoch zugelassen sein. Eine der neu beantragten Flugrouten, die Abflugroute „MAH 04 1D“, führt zweimal über den Ammersee. Eine Vielzahl von Gemeinden rund um den Ammersee, die am Wochenend- und Urlaubstourismus verdienen, bildeten daraufhin eine „Schutzgemeinschaft Ammersee“, die den Ausbau des Sonderflughafens vehement ablehnt. Nach teilweise anfänglichem Zögern vertreten inzwischen die Kommunalpolitiker aller politischen Parteien die Auffassung, dass der geplante Geschäftsreiseflugbetrieb am Sonderflughafen dem Umland Schaden zufügen würde.
Vom 21. Januar bis zum 20. Februar 2008 wurde der geänderte Antrag zusammen mit den neuen und geänderten Flugrouten, einer von der EDMO GmbH selbst in Auftrag gegebenen „Lärmtechnischen Stellungnahme“ des TÜV Süd sowie einer Studie über das von dem Flughafenausbau bedrohte Fauna-Flora-Habitat (FFH) öffentlich in den am meisten betroffenen Gemeinden ausgelegt, um der Öffentlichkeit Gelegenheit zu geben, sich zu äußern. Bürger und Gemeinden richteten dabei etwa 3500 schriftliche Einwendungen an das Luftamt Südbayern.
Von offizieller Seite wird das Vorhaben damit begründet, den Flughafen langfristig wirtschaftlich betreiben zu müssen, um den Betrieb – und damit den Forschungs- und Technologiestandort Oberpfaffenhofen – aufrechterhalten zu können. Dazu wurde im so genannten Landesentwicklungsprogramm Bayern des Bayerischen Staatsministeriums für Wirtschaft, Infrastruktur, Verkehr und Technologie im Jahr 2006 ein Ziel B V 1.6.5 definiert. Satz 2 dieser Zielformulierung: „Die Möglichkeiten für einen bedarfsgerechten Ausbau und für seine Nutzung durch den Geschäftsreiseflugverkehr sollen offen gehalten werden“ stellt somit eine wesentliche Legitimationsgrundlage für das Ausbauvorhaben dar. Aus diesem Grund erhoben mehrere Gemeinden Normenkontrollklagen gegen dieses LEP-Ziel. Ebenso wurden von mehreren Anliegergemeinden Klagen gegen die Änderungsgenehmigung durch das Luftamt eingereicht.
Mit der Entscheidung über den Antrag der EDMO-Flugbetrieb GmbH vom 10. August 2006 war zunächst im Frühjahr 2008 gerechnet worden. Aufgrund der Abänderung des ursprünglichen Antrags und der damit verbundenen Vielzahl an Einwendungen verzögerte sich der Genehmigungsbescheid durch das zuständige Luftamt Südbayern jedoch bis zum 23. Juli 2008 (offizielle Bekanntgabe am 25. Juli 2008). In dieser Genehmigung wurde der Antragstellerin in allen Punkten entsprochen, mit Ausnahme des ebenfalls beantragten Flugbetriebs an Sonn- und Feiertagen, der auf 200 Flugbewegungen pro Jahr begrenzt wurde, sowie einer Begrenzung der Flugbewegungen von Geschäftsreiseflugzeugen wochentags auf insgesamt 9725 pro Jahr.
Nach den Landtagswahlen im Herbst 2008 wurde im Koalitionsvertrag zwischen CSU und FDP unter der Überschrift „Verkehr“ vereinbart: „Sicherung von Status und Bestand des Werks- und Forschungsflughafens Oberpfaffenhofen; im Übrigen wird im Landesentwicklungsprogramm (LEP) Satz 2 im Ziel 1.6.5 gestrichen.“ Nach dem Willen der Koalitionspartner sollen also sowohl der bedarfsgerechte Ausbau als auch die Nutzung des Flughafens durch den Geschäftsreiseflugverkehr künftig kein Ziel im Landesentwicklungsprogramm mehr sein. Der bisherige Status des Sonderflughafens als Werks- und Forschungsflughafen soll dagegen gesichert und erhalten bleiben. Der entsprechende Beschluss des Ministerrats erfolgte Anfang Dezember 2008.

### Urteil zur Betriebserweiterung
In einem Urteil des Verwaltungsgerichts München vom 23. September 2009 wurden sämtliche Klagen der Gemeinden, Landkreise sowie der zusammengeschlossenen Flugplatzgegner abgewiesen. In der 76-seitigen Urteilsbegründung widersprechen die Verwaltungsrichter detailliert allen unter „Erweiterung des Flugbetriebs“ geschilderten Argumenten. Gegen das Urteil wurde keine Berufung zugelassen.

## Zwischenfälle
- Am 15. Februar 1949 vergaß die Flugbesatzung einer Douglas DC-4/R5D-2 der US Navy (Luftfahrzeugkennzeichen Bu 90386) im Anflug auf den Flugplatz Oberpfaffenhofen, das Fahrwerk auszufahren. Es kam zu einer Bauchlandung. Feuer brach aus, die Maschine wurde zerstört. Alle Besatzungsmitglieder überlebten den Unfall.[13]